# ورشو اسپایر
ورشو اسپایر (انگلیسی: Warsaw Spire) ساختمان اداری ۴۹ طبقه مستقر در شهر ورشو، لهستان است، که در  ۲۰۱۶ احداث گردید.